# Fontanna przed Teatrem Wielkim w Łodzi
Fontanna przed Teatrem Wielkim w Łodzi – fontanna znajdująca się przed Teatrem Wielkim na placu Dąbrowskiego w Łodzi.
Fontanna ma kształt dwóch morskich fal. Tworzą one nieckę o długości 35 metrów i szerokości 7 metrów. Woda jest podświetlana i dodatkowo zsynchronizowana z muzyką z fragmentów muzyki poważnej. Tryska z 272 dysz sterowanych przez komputer. W wyborze utworów muzycznych pomagał Teatr Wielki. Stacja obsługi fontanny znajduje się w jej podziemiach.
Wodotrysk powstał w ramach projektu „Fontanny dla Łodzi" ogłoszonego w 2004 roku przez Zakład Wodociągów i Kanalizacji w Łodzi. Autorem projektu fontanny i dostosowanego do niej nowego wyglądu placu jest łódzki architekt Rafał Szrajber. Jego praca została wyłoniona w marcu 2008 roku w ramach konkursu zorganizowanego przez Zakład Wodociągów i Kanalizacji. Inwestycję zrealizował Zarząd Dróg i Transportu w Łodzi we współpracy z Zakładem Wodociągów i Kanalizacji w Łodzi. Inwestorem przedsięwzięcia był Urząd Miasta Łodzi. Budowa kosztowała miasto 5 milionów złotych, a remont placu Dąbrowskiego 15,6 mln złotych.

## Utwory, których fragmenty „gra" fontanna
Opracowano na podstawie materiału źródłowego.
- Carmen, uwertura – Georges Bizet
- Polonez A-dur op. 40 nr 1 – Fryderyk Chopin
- Jezioro łabędzie – Piotr Czajkowski
- Peer Gynt – Edvard Hagerup Grieg
- Oxygène – Jean Michel Jarre
- Ziemia obiecana – Wojciech Kilar
- Prząśniczka – Stanisław Moniuszko
- Straszny dwór – Stanisław Moniuszko
- 1492: Conquest of Paradise – Vangelis
- Nabucco – Giuseppe Verdi
- La Traviata – Giuseppe Verdi
- Walkiria – Richard Wagner

## Kontrowersje
Wygląd fontanny wzbudził kontrowersje wśród mieszkańców miasta. Rafał Szrajber twierdzi, że projekt wykonawcy wybranego w ramach przetargu różni się od jego konkursowej pracy. W zamierzeniu Szrajbera fontanna miała przedstawiać morską falę wypływającą prosto z ziemi, przebijającą płytę placu.
Express Ilustrowany opublikował opinie łodzian porównujących kształt fontanny do m.in. „waginy” i „bezzębnych ust”. Łódzki radny, John Godson, jako pierwszy publicznie i z pełną powagą użył określenia „wagina” w stosunku do tego obiektu. Od inicjatora jej budowy, ówczesnego prezydenta miasta, zwana też „waginą Kropiwnickiego”. Nowy wygląd placu krytykowany jest także za brak ławek oraz zieleni. Na betonowej powierzchni nie można ustawić żadnych obiektów, w tym np. ogródków gastronomicznych, ze względu na możliwość utraty gwarancji na oświetlenie fontanny. Węże świetlne zamontowane w nawierzchni placu ulegają częstym awariom.
Projekt przebudowy fontanny zgłoszono w ramach budżetu obywatelskiego na 2017 rok.

## Galeria

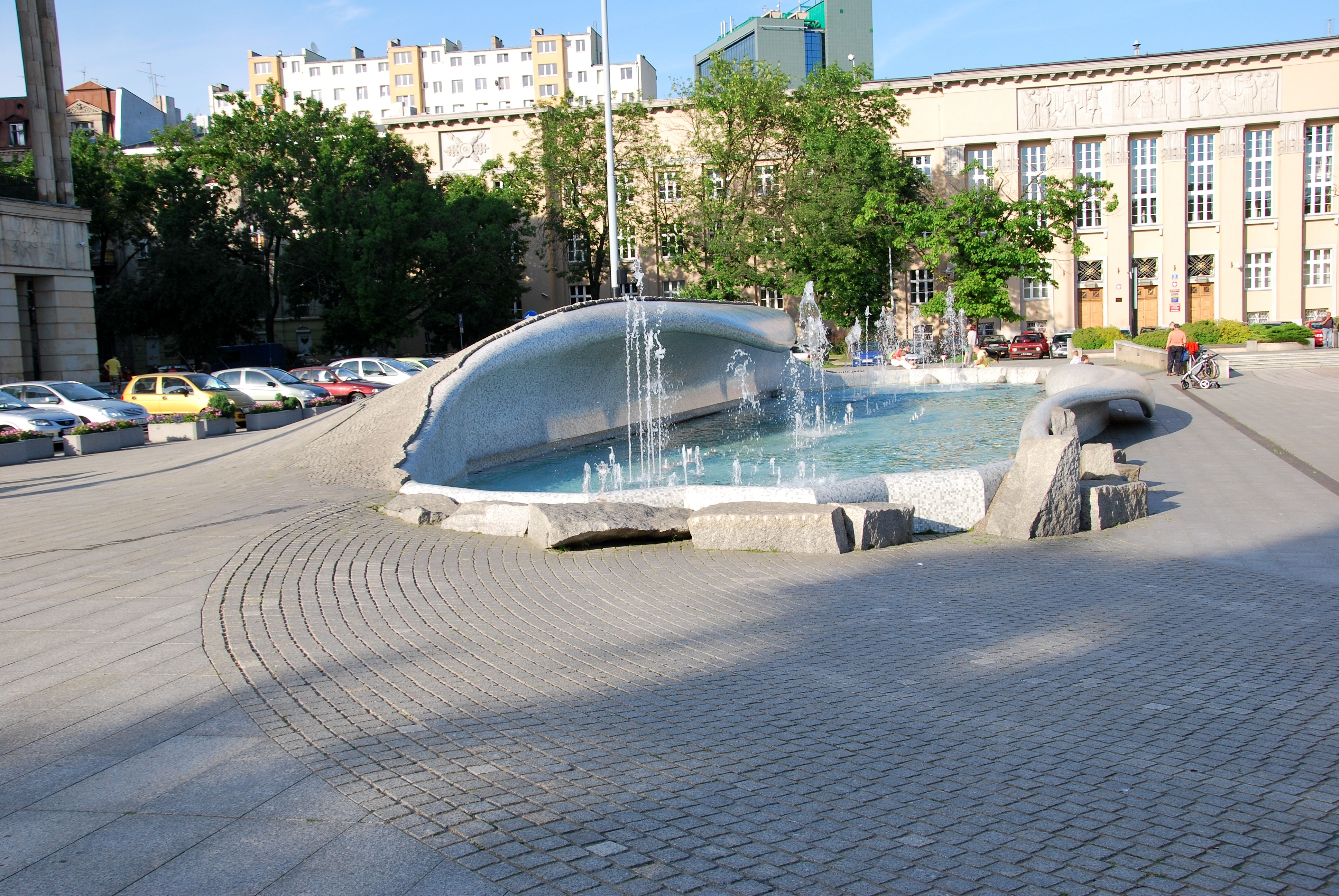
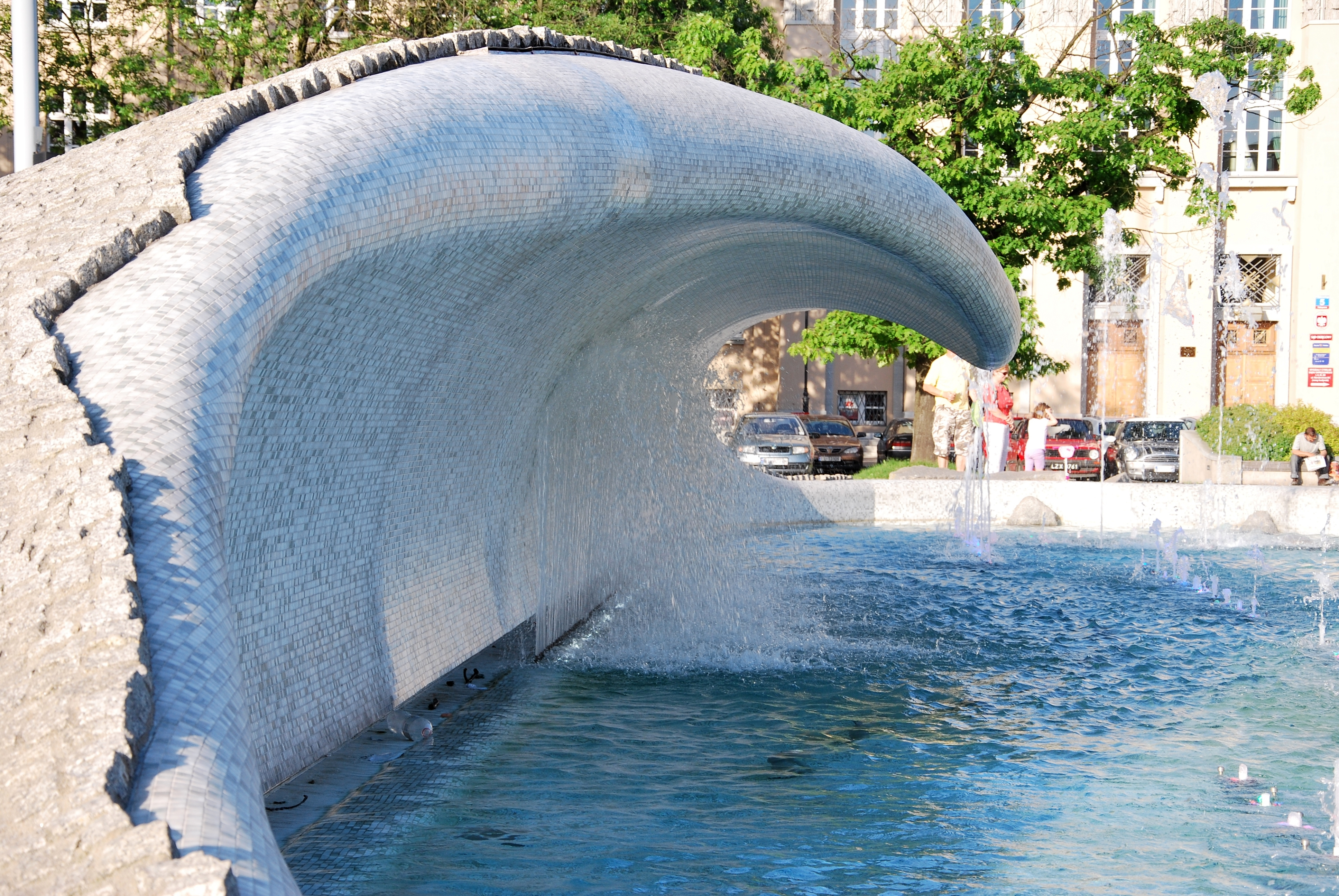
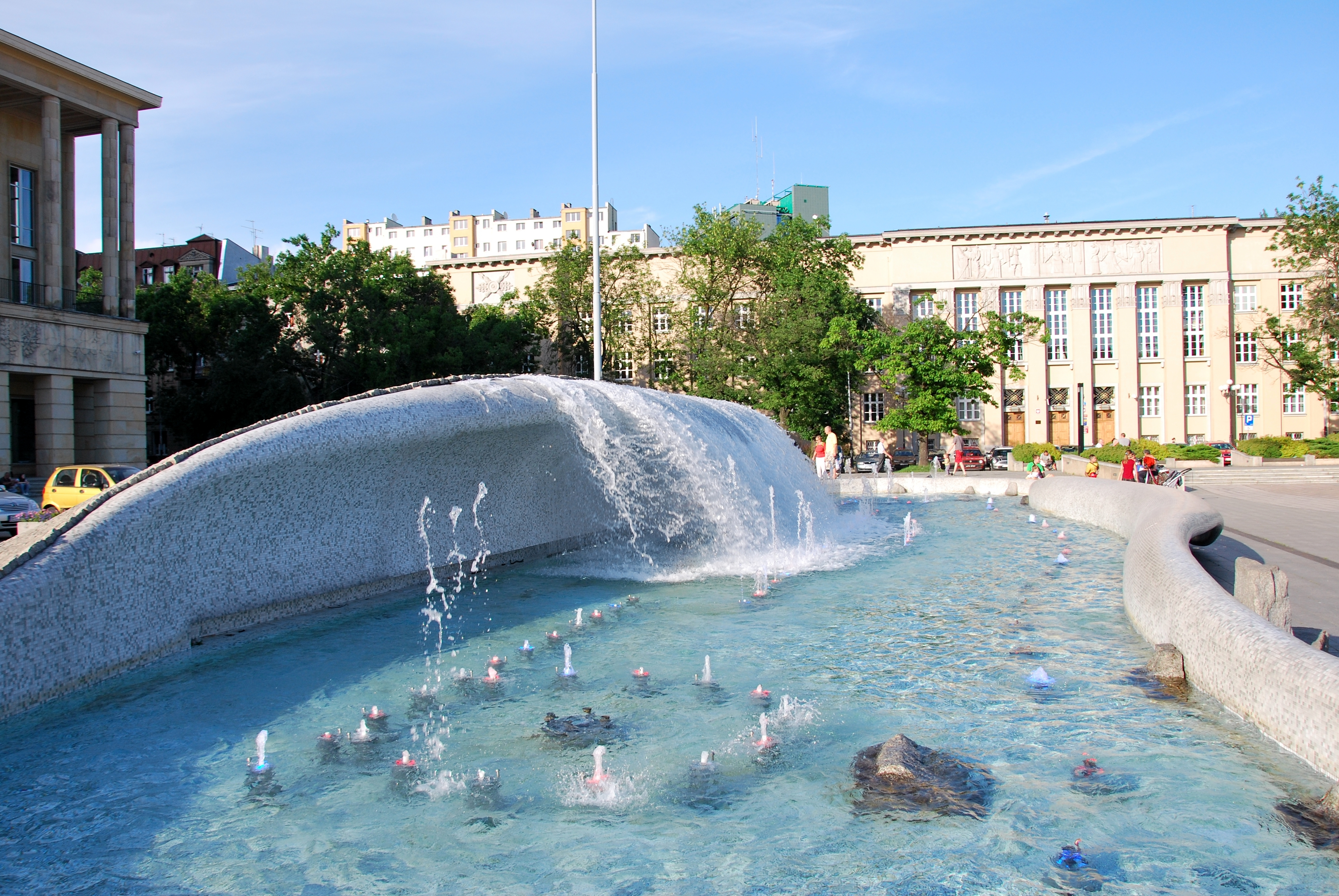
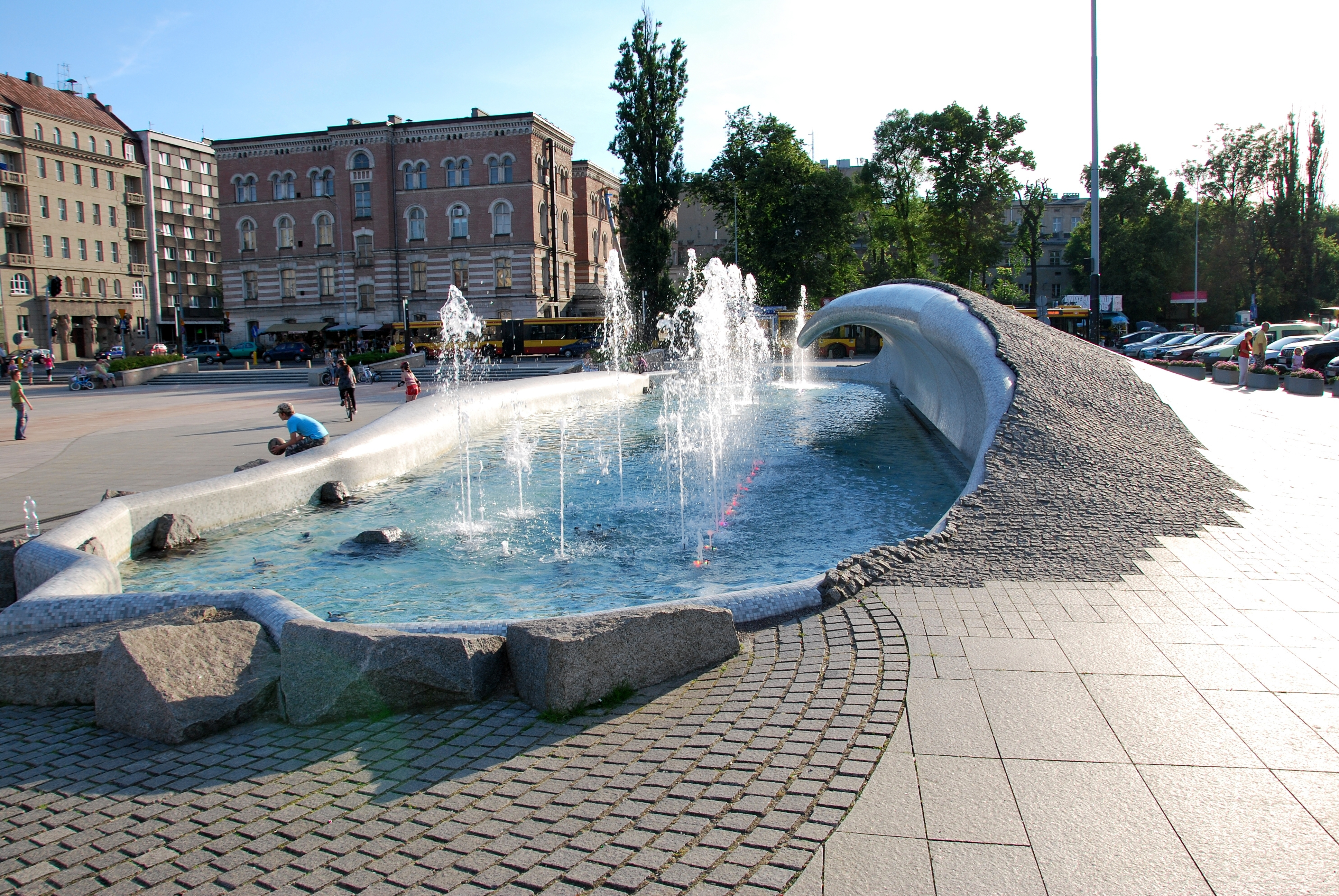
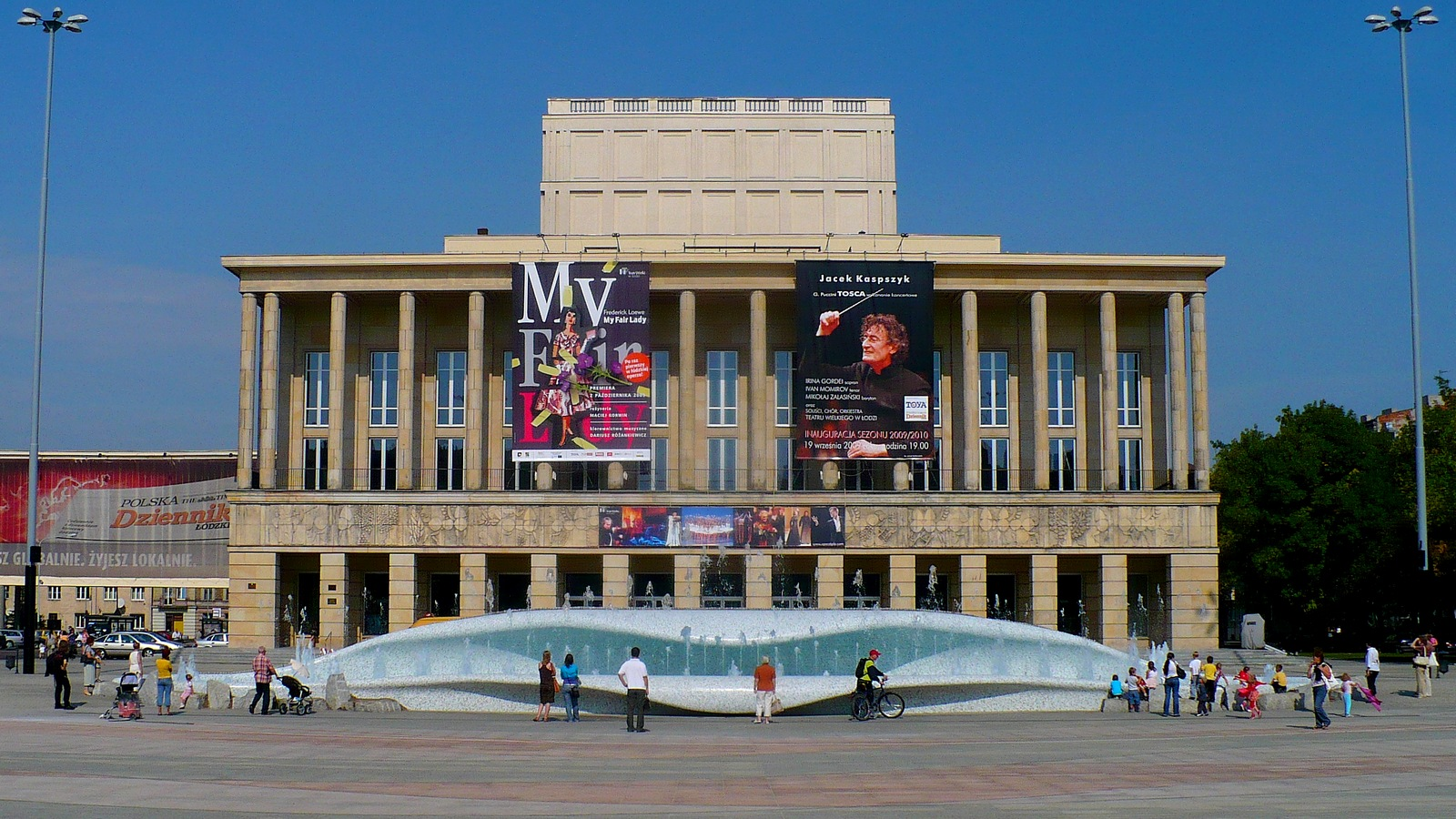
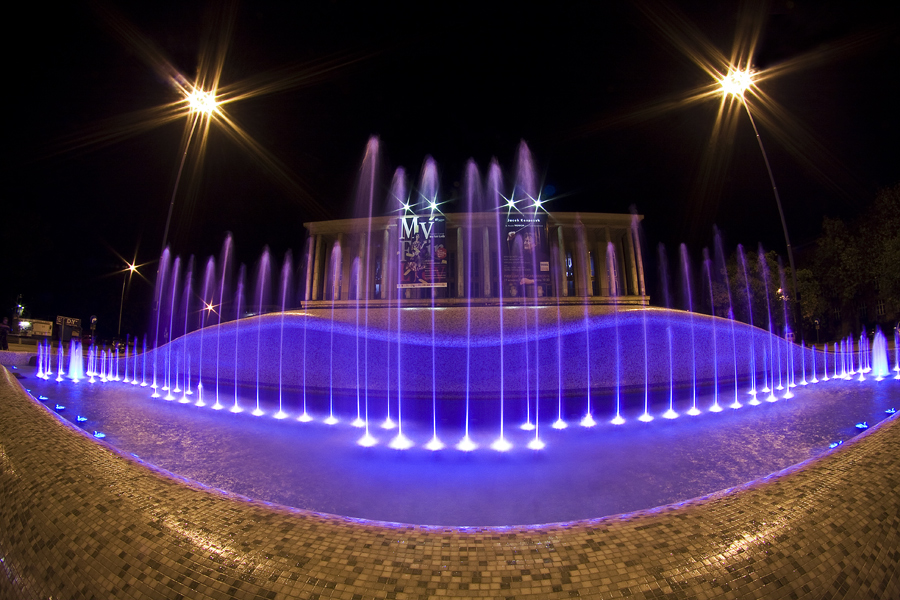
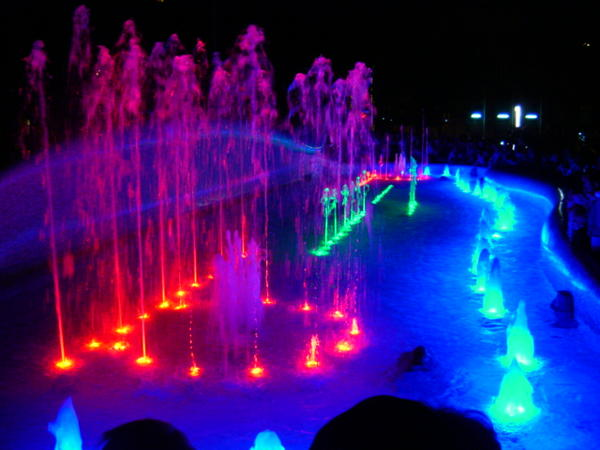
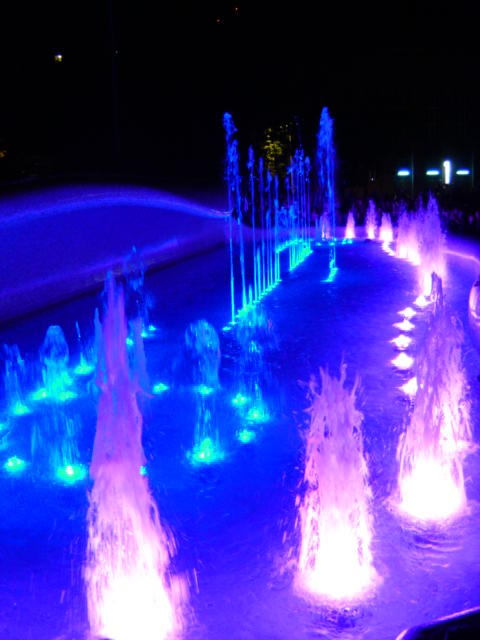